# Generalstab
En generalstab eller stab er i flere lande benævnelsen for den højeste operative enhed for hæren.
Staben er et hærled, som arbejder med alt vedrørende krigsføring og refererer til højere krigsstabe, eksempelvis den amerikanske Joint Chiefs of Staff.
Generalstabens personel er officerer, som i givne situationer, krigsførelse og lignende, rådgiver og bistår den kommanderende general.
Egnede officerer bliver ofte udpeget til videregående uddannelse som stabsofficerer.